# Каналізація

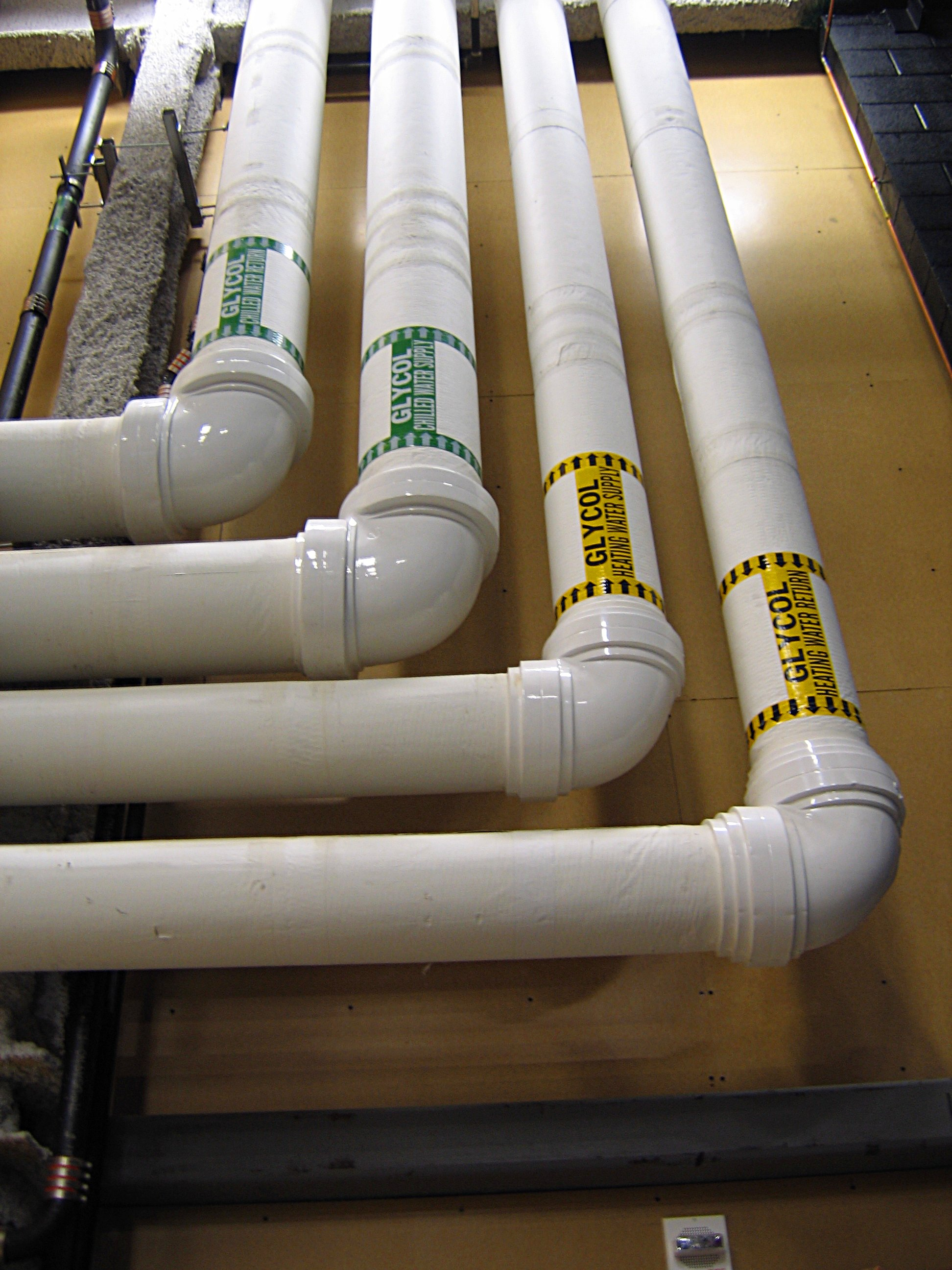
Каналізація — сукупність трубних мереж

Каналіза́ція (англ. waste-water disposal system, canalization, sewerage system, channeling conduit; нім. Entwässerung(anlage) f, Kanalisation f), це:
- Сукупність інженерних споруд, устаткування та санітарних засобів, що забезпечує збирання та виведення за межі населених пунктів і промислових підприємств забруднених стічних вод, а також їхнє очищення та знешкодження перед використанням чи скиданням у водойму.
- Прокладання каналів.
- Розподіл електроенергії чи сигналів зв'язку між споживачами; кабельна каналізація — система керамічних, пластикових, металевих або бетонних труб для прокладання кабелю в підземних лініях зв'язку.

Нижче у статті описано класичну, сантехнічну каналізацію.
Схемою каналізації називають технічно і економічно обґрунтоване проєктне вирішення прийнятої системи каналізації з урахуванням місцевих умов і перспектив розвитку об'єкта каналування.
Кожну систему каналізації можна впровадити різними технічними способами при трасуванні мереж і колекторів, вибором певних глибин їхнього розміщення, кількості насосних станцій, кількості і розташування очисних споруд тощо.

## Історія
Ймовірно, саме потреба позбутися неприємних запахів, а не розуміння небезпеки людських відходів для здоров'я призвела до створення перших належних каналізаційних систем. Більшість поселень виростали біля природних водних шляхів, куди легко стікали відходи з вигрібних місць, але поява великих міст виявила неадекватність такого підходу. Ранні цивілізації, такі як Вавилонія, копали вигрібні ями нижче рівня підлоги у своїх будинках і створювали грубі дренажні системи для видалення дощової води. Але лише в 2000 році до нашої ери в цивілізації долини Інду вздовж вулиць були споруджені мережі акуратно викладених цеглою каналізаційних стоків для відведення сміття з будинків.
Туалети в будинках з боку вулиці були підключені безпосередньо до цієї вуличної каналізації та змивалися вручну чистою водою. Століттями пізніше такі великі міста, як Рим і Константинополь, будували дедалі складніші мережеві каналізаційні системи, деякі з яких досі використовуються. Саме після будівництва каналізаційних систем люди зрозуміли, що небезпека для здоров'я зменшилася.

## Класифікація каналізаційних споруд
Усі каналізаційні споруди будь-якої системи і схеми каналізації за своїм призначенням діляться на дві основні групи.
До першої групи відносять устаткування і споруди, призначені для приймання і транспортування стічних вод:
- а) внутрішні каналізаційні пристрої
- б) зовнішню каналізаційну мережу;
- в) насосні станції і напірні каналізаційні водоводи.

До другої групи відносять:
- а) очисні станції, призначені для очищення, знешкодження, знезараження стічних вод і для обробки осаду;
- б) випуски очищених вод у водоймище.

### Внутрішня каналізація

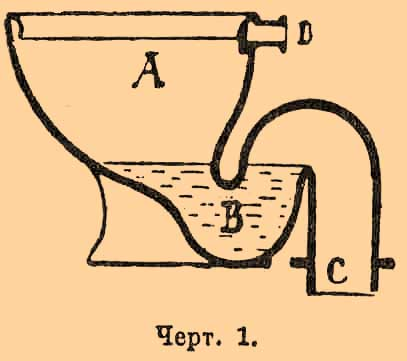

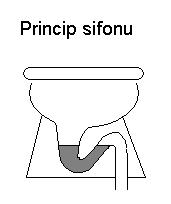
Принцип дії гідравлічного затвора

Види унітазів

Внутрішні каналізаційні пристрої в житлових і громадських спорудах складаються з приймачів (санітарних приладів) — унітазів, пісуарів, раковин, умивальників, мийок, трапів, ванн, біде і ін., і з мережі — відвідних труб, стояків, випусків і дворової мережі.
Санітарні прилади встановлюють в кухнях, туалетних і ванних кімнатах житлових, громадських і виробничих будівель.
Стічні води з приймачів поступають у відвідні труби, а потім в стояки внутрішньої каналізаційної мережі.
Стояки прокладають стінами усередині опалювальних приміщень або в монтажних шахтах, блоках і санітарно-технічних кабінах. Їх виводять через горищне приміщення вище даху.
Унаслідок обігріву стояків в опалювальних приміщеннях в них створюється тяга повітря, що забезпечує вентиляцію внутрішньої і зовнішньої каналізаційної мережі. Верхню частину стояка називають витяжною (фановою) трубою, на кінці її встановлюють дефлектор (флюгарку). Її призначення — вирівнювання тиску всередині та ззовні стояка.
Щоби повітря та гази не проникали в приміщення, між мережею і санітарними приладами передбачають водяні затвори. В унітазах і трапах водяні затвори є конструктивним елементом приладу, а під умивальниками, ваннами, мийками і раковинами встановлюють спеціальні фасонні частини — сифони. Одним сифоном можна обслужити декілька приладів. Вода в ньому автоматично замінюється свіжішою після кожного скидання нової порції води в санітарний прилад. Для огляду і прочищення труб встановлюють ревізії і прочищення.
Стічні води поступають стояком крізь випуск, у дворову або внутрішньоквартальну каналізаційну мережу. У місці приєднання кожного випуску до дворової або внутрішньоквартальної каналізаційної мережі, обладнують оглядовий колодязь, який призначається для спостереження за роботою внутрішньої мережі і для її прочищення у разі засмічення.
У виробничих приміщеннях приймачами стічних вод служать воронки, трапи, відкриті і закриті лотки, що розташовуються біля виробничих апаратів і машин. Внутрішньоцехову каналізаційну мережу у виробничих приміщеннях, обладнують подібною внутрішньобудинковою мережею з чавунних або пластмасових труб у вигляді стояків, відвідних труб і випусків.

### Зовнішня каналізація
Зовнішньою каналізаційною мережею, називають укладену з ухилами розгалужену підземну мережу труб і каналів, що відводить стічні води самопливом до насосної станції, очисним спорудам або у водоймище.
Залежно від призначення, місця укладання та розмірів зовнішньої каналізаційної мережі, розрізняють:
- дворову — укладену в межах одного домогосподарства;
- внутрішньоквартальну — укладену всередині кварталу;
- заводську — укладену на терені промислових підприємств
- вуличну — прокладену вулицями й проїздами і яка приймає стічні води з дворових, внутрішньоквартальних і заводських мереж.

Для догляду за роботою дворової і внутрішньоквартальної мережі, в кінці таких каналізацій обладнують оглядовий колодязь, який називають контрольним. Ділянку мережі, що сполучає контрольний колодязь з вуличною мережею, називають сполучною гілкою.
Вулична мережа міст дуже розгалужена і охоплює великі території, з яких стічні води відводяться переважно самопливом. Для цього всю територію каналізації населеного місця поділяють на басейни каналування.
Басейном каналування називають частину каналізованої території, обмежену вододілами.

#### Колектор

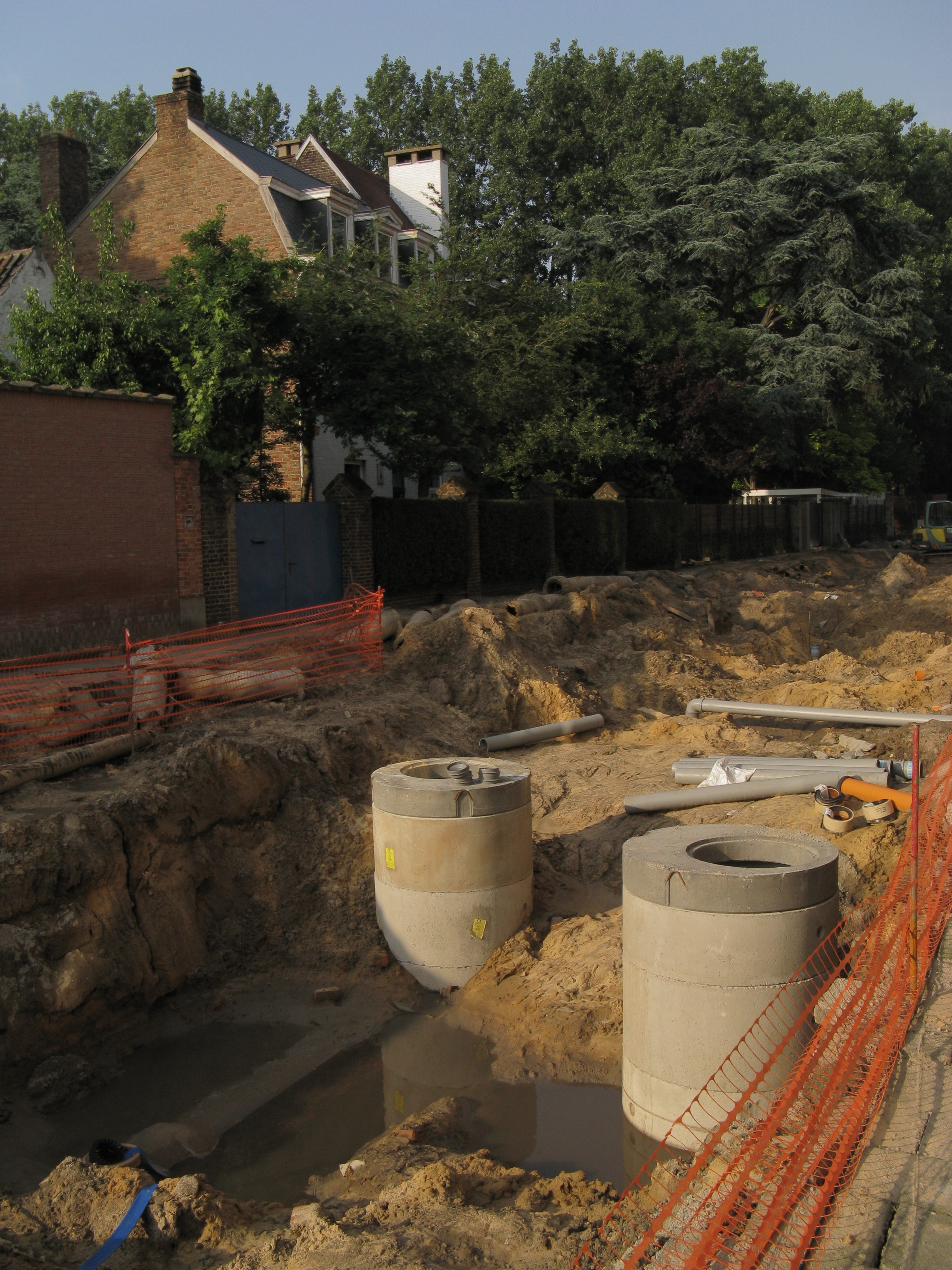
Улаштування колектора

Ділянку каналізаційної мережі, що збирає стічні води з одного або декількох басейнів каналування, називають колектором.
Колектори поділяють на:
- а) колектори басейну каналування, що збирають стічні води з каналізаційної мережі одного басейну;
- б) головні колектори, що збирають стічні води два або декількох колекторів басейнів каналування;
- в) заміські (або відведення) колектори, що відводять стічні води транзитом (без приєднань) за межі об'єкта каналування до насосних станцій, очисним спорудам або до місця випуску у водоймище.

У великих містах з дуже розвиненою міською мережею, колектори великих розмірів незрідка називають каналами.
Каналізаційна мережа і колектори завжди мають бути доступна для огляду, промивання і прочищення від засмічень, для чого на них обладнують оглядові колодязі.

### Каналізаційні насосні станції
З річками, ярами і залізницями колектори перетинаються за допомогою дюкерів, переходів, естакад. Колектори прокладають з ухилом зниженою місцевістю, тальвегами річок і ярів. За потреби підіймання стічних вод на вищі відмітки, обладнують каналізаційні насосні станції, які перекачують воду напірними водогонами.
Залежно від призначення каналізаційні станції поділяють на:
- місцеві, призначені для перекачування стічних вод від одного або декількох окремих, несприятливо розташованих будівель або житлових кварталів;
- районні, призначені для перекачування стічних вод від окремих районів або басейнів каналування;
- головні, призначені для перекачування основної частини або всієї кількості стічних вод населеного пункту або промислового підприємства, що каналізується.

На схемі каналізації міста, що має промислове підприємство, з басейну каналування, розташованого на знижених відмітках, неможливо відводити стічні води самопливом у головний колектор. Тому в найнижчій точці цього басейну, влаштована районна насосна станція РНС, яка перекачує стічні води напірним трубопроводом у верхів'я найближчого самопливного головного колектора.

## Очисні споруди

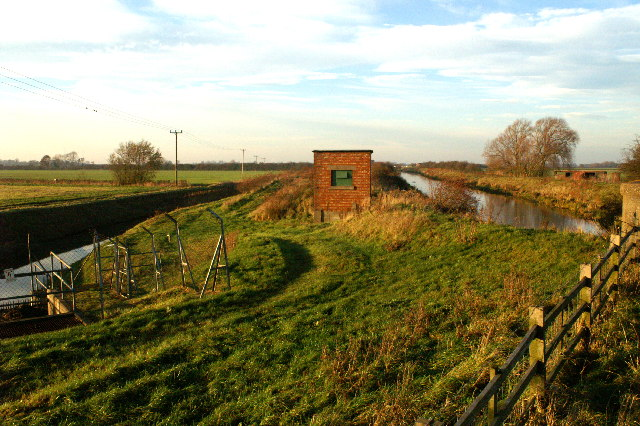
Типовий вигляд очисних споруд

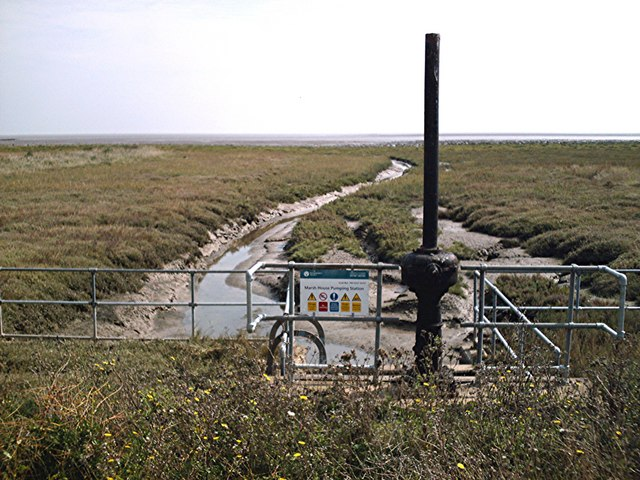

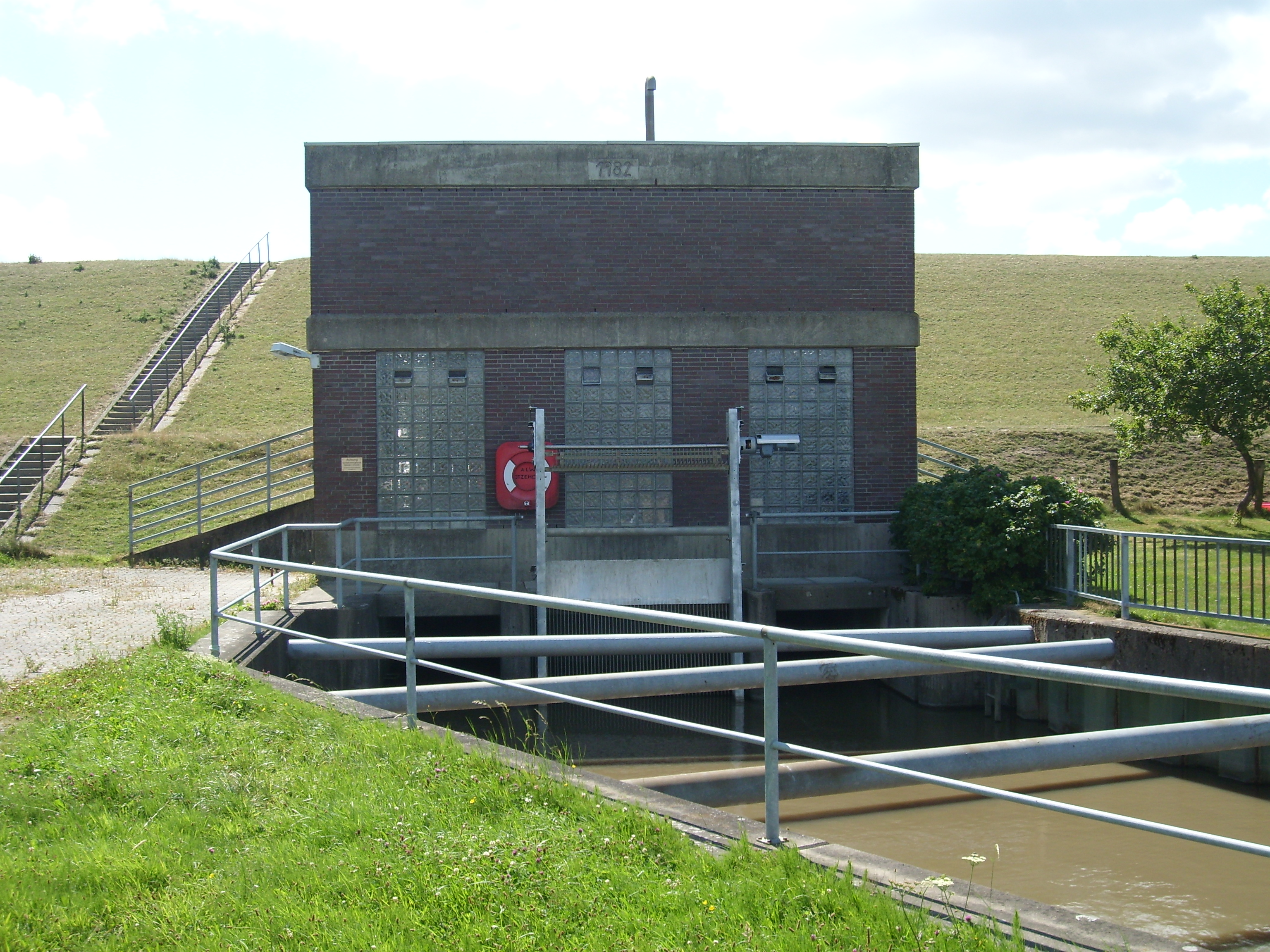

Очисні станції призначені для очищення стічних вод і обробки опадів; вони складаються з сукупності очисних і допоміжних споруд, зв'язаних між собою інженерними комунікаціями в єдину технологічну схему. Комплекси очисних споруд вибирають залежно від концентрації, якісної і кількісної характеристики забруднювальних домішок, а також від вимог, що пред'являються до очищених вод за місцевими умовами.
Канал, що відводить очищені стічні води від очисних станцій у водоймище і забезпечений пристроєм для перемішування цих вод з водою водоймища, називають випуском. На колекторах перед насосною і очисною станціями також обладнують випуски для скидання стічних вод у водоймище без очищення у разі аварії; ці випуски називають аварійними.
При складанні схеми загальносплавної системи каналізації на головному колекторі передбачають пристрій зливоспусків для часткового скидання у водоймище під час великих злив дуже розбавленої суміші побутових і дощових вод. Це дозволяє зменшити розміри головного колектора і очисних споруд, отже, і вартість будівництва загальносплавної каналізації.